# Armilla (Spagna)
Armilla è un comune spagnolo di 25 059 abitanti situato nella comunità autonoma dell'Andalusia.